# Дерк-Хартог
Дерк-Хартог (англ. Dirk Hartog Island) — остров в Индийском океане недалеко от побережья Западной Австралии. Входит в состав объекта Всемирного наследия — залив Шарк.

## География
Дерк-Хартог представляет собой остров, расположенный недалеко от побережья региона Гаскойн в Западной Австралии, являясь крупнейшим и самым западным островом этого штата. К юго-востоку от него находится мыс Стип-Пойнт, самая западная континентальная точка Австралии. Расстояние до континентальной части Австралии составляет всего 2 км; до города Перт, столицы Западной Австралии, — около 850 км. Дерк-Хартог отделён проливом Натуралиста от острова Дорр и заливом Денем от полуострова Перон. Площадь острова — 624,8 км². Длина береговой линии — 192,9 км. Длина Дерк-Хартога составляет около 80 км, ширина варьируется от 3 до 15 км.
Ландшафт острова преимущественно представлен песчаными дюнами, покрытыми низкорослыми кустарниками. В прошлом на Дерк-Хартоге располагалась овцеводческая ферма, в которой было около 20 тысяч овец, однако в настоящее время популяция этих животных на острове резко сократилась.
На Дерк-Хартоге гнездится большое количество морских черепах. Обитает эндемичный подвид расписного малюра (лат. Malurus leucopterus).

## История

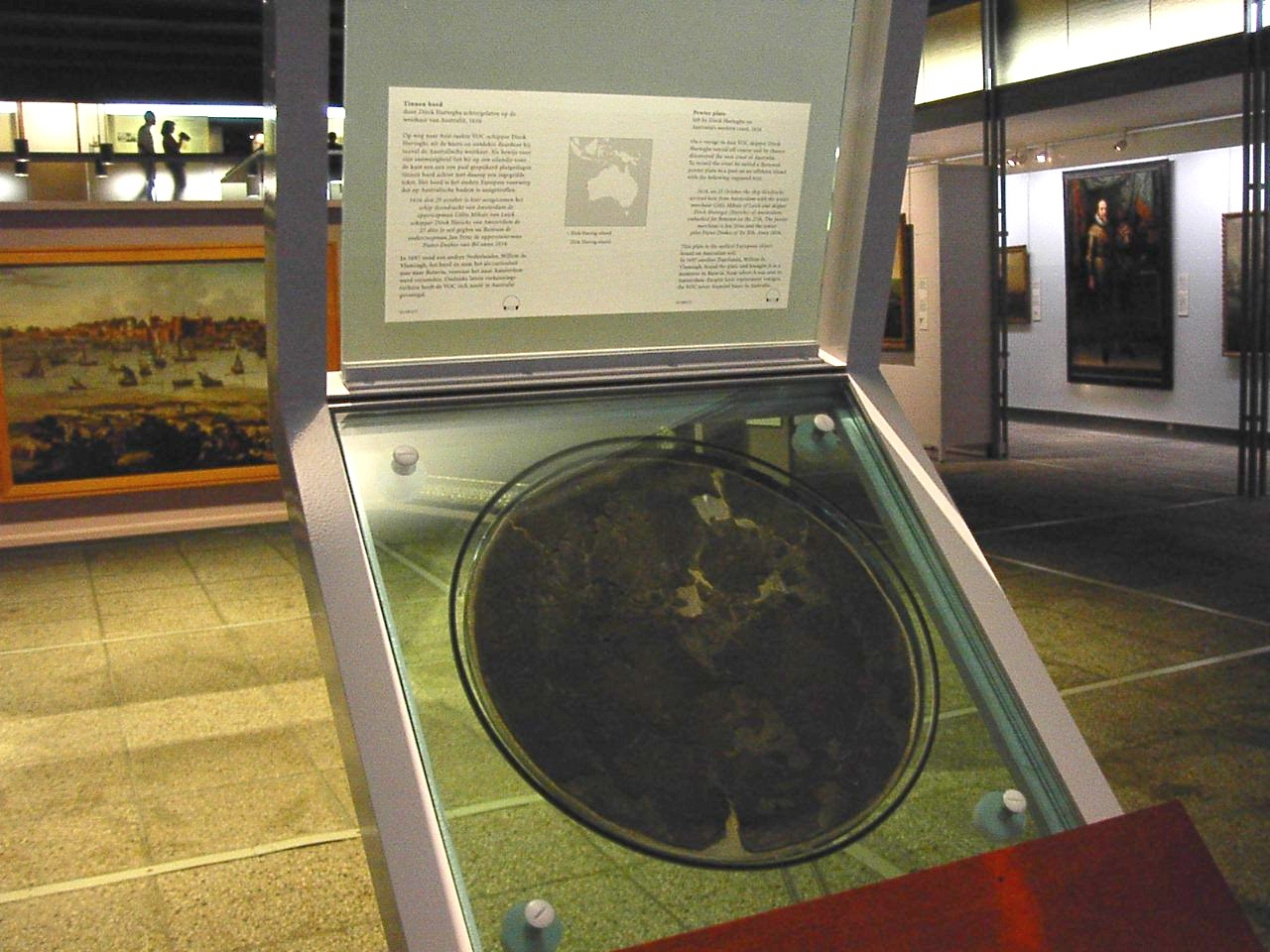
Оловянная тарелка Дерка Хартога — старейший европейских артефакт в австралийской истории

Остров был открыт 25 октября 1616 года голландским путешественником Дерком Хартогом, корабль которого сбился с курса во время плавания из Кейптауна в Батавию (Джакарта). Мореплаватель назвал остров «Eendrachtsland», оставив на нём оловянную тарелку со своим именем и датой открытия.
В 1697 году на острове побывал голландский путешественник Виллем Фламинг. Найдя тарелку Хартога, которая к этому времени уже сильно испортилась, он решил заменить её новой (но с оригинальной надписью) и отвезти в Амстердам для показа в Государственном музее. Эта тарелка стала старейшим европейским артефактом в австралийской истории.
В 1699 году на Дерк-Хартоге высадился английский мореплаватель и пират Уильям Дампир, который собрал на острове коллекцию видов местной флоры, а также были сделаны рисунки с изображениями птиц, рыб и других представителей фауны.
В марте 1772 года французский капитан Франсуа-Мари Аленсе де Сент-Алюарн (фр. François Alense de St Allouarn), высадившись на Дерк-Хартоге, объявил остров собственностью французского короля. В качестве доказательства пребывания на нём французов в землю была закопана бутылка с бумагой, в которой говорилось об аннексии, а рядом положены две французские монеты. Бутылка (правда, без аннексионной бумаги) и одна из монет были найдены только в 1998 году.
В 1801 году остров снова посетили путешественники, но в этот раз французская экспедиция до главе с капитаном Эммануилом Амелином. Мореплаватель также обнаружил оловянную тарелку, но решил оставить её на острове. Однако уже в 1818 году другой французский путешественник, Луи Фрейсине, отвёз её во Францию, подарив Французской академии в Париже (впоследствии была утеряна и найдена только в 1940 году; в 1947 году тарелка была возвращена Австралии).
В 1869 году право аренды острова была предоставлена Франсуа Луи фон Бибра (фр. Franz Ludwig von Bibra), который организовал на Дирк-Хартоге овцеводческую ферму, а также занялся продажей гуано. Кроме того, вскоре вблизи острова был организован вылов жемчуга. В 1908 году на Дерк-Хартоге, на мысе Инскрипции, началось строительство маяка, которое было завершено в 1910 году.
С 1969 года и по настоящее время Дерк-Хартог находится в аренде у семьи Уордл (англ. Wardle family).
16 марта 2008 года примерно в 240 км к западу от острова были найдены обломки немецкого вспомогательного крейсера времён Второй мировой войны «Корморан».